# Friedrich von Olivier
Woldemar Friedrich von Olivier (Dessau, 23 aprile 1791 – Dessau, 5 settembre 1859) è stato un pittore tedesco, seguace delle teorie estetiche romantiche di Schlegel, risentì della maniera dei Nazareni.

## Biografia
Figlio del pedagogista Ferdinand von Olivier e della moglie, la cantante d'opera Louise Neidhart, fu fratello dei pittori Ferdinand e Heinrich. Come i suoi fratelli, ricevette i primi rudimenti di arte da Karl Wilhelm Kolbe e Johann Christian Haldenwang,  negli anni 1801-1802. Più tardi divenne allievo dello scultore di corte Friedemann Hunold.
Soggiornò a lungo in Austria. Vi si recò una prima volta nel 1811 con suo fratello Ferdinand e frequentò l'Accademia di Belle Arti di Vienna. Nel 1812 marciò con Theodor Körner da Vienna a Breslavia, nell'ambito della guerra antinapoleonica.
Romantico, risentì della maniera dei Nazareni, divenendo amico a Roma di Julius Schnorr von Carolsfeld, di Philipp Veit e di Joseph Anton Koch.